# José Rico Martín
José Rico Martín (Villarino de los Aires, Salamanca, 28 de febrero de 1915 - Ceuta, 17 de abril de 1937) fue un militar español que participó en los primeros momentos de la guerra civil española. Declarado republicano, se opuso al golpe de Estado y conspiró junto a otros militares para intentar asesinar a Francisco Franco en un fallido complot que le acabó costando la vida. Tras un Consejo de Guerra junto al resto de los implicados en la conspiración, fue declarado culpable y fusilado.

## Biografía
Nacido en Villarino de los Aires (municipio de Salamanca) a los 18 años entró en el Ejército de Tierra, siendo destinado en Ceuta en el Batallón del Serrallo n.º 8. Desde pronto profesó profundas ideas republicanas, especialmente en la época de la instauración de la Segunda República.
La tarde del 17 de julio de 1936 la guarnición militar de Melilla se sublevó contra el gobierno de la República, rebelión que fue secundada por el resto de guarniciones militares del Protectorado español de Marruecos aquel mismo día. En Ceuta se sublevó el teniente coronel Juan Yagüe, que se sublevó con la 2.ª Bandera de la Legión. Hacia las 23:00 h. ya se había hecho con el control de toda la ciudad sin necesidad de disparar un solo tiro, procediendo sus tropas a la detención de las autoridades republicanas y de militantes y afiliados del Frente Popular. Rico y otros oficiales del Batallón, como Pedro Veintemillas, también participaron en la toma de la ciudad, aun estando en contra de este golpe que estaba en sus primeros momentos. De ronda por las calles de la ciudad, vieron cómo patrullas de falangistas detenían a civiles y asaltaban varias sedes de partidos políticos.
Cuando Rico y Veintemillas volvieron al cuartel, en las primeras horas del 18 de julio, se reunieron en una pequeña habitación de la compañía con los también cabos veteranos Anselmo Carrasco y Pablo Frutos. Durante horas estudiaron como combatir esta incipiente sublevación, pero no fue hasta un segundo encuentro (ese mismo día) en que Rico les presentó un plan para matar al general Franco, que venía de las Islas Canarias para asumir la dirección del Ejército de África. Cuando éste entrara en el patio central del acuartelamiento para revistar las tropas, él mismo le dispararía; A continuación los demás implicados, desde la primera planta del cuartel, apuntarían al resto de militares para inmovilizarlos. Acto seguido, otro grupo saldría hacia la ciudad para informar del atentado y recabar el apoyo del pueblo. Los implicados en la intriga lo tenían todo planificado, sabían que Franco aterrizaría en Tetuán y en unas horas llegaría al cuartel de Ceuta. Pero la tensión en los jóvenes soldados ante la trascendencia del atentado hizo que uno de ellos decidiera hablar con el coronel jefe del cuartel para informarle de la trama. Éste, alarmado, avisó al cuerpo de guardia y echó por tierra el complot. Las detenciones no tardaron en sucederse y, según se detalló en el consejo de guerra, el total de acusados fue de más de 50 militares y civiles.
Pedro Veintemillas y otro cabo serían sacados de sus celdas por falangistas el 21 de enero de 1937 y horas después aparecieron muertos en el Depósito de Cadávares. José Rico y el resto de implicados en la conjura fueron encarcelados y meses después pasaron por un Consejo de Guerra, que dictaminó varias sentencias de muerte y penas de cárcel. Rico sería fusilado el 17 de abril de 1937 en el Monte Hacho, junto a otros 4 militares.